# Praslay
Praslay é uma comuna francesa na região administrativa de Grande Leste, no departamento de Haute-Marne. Estende-se por uma área de 11,28 km². Em 2010 a comuna tinha 77 habitantes (densidade: 6,8 hab./km²).